# Gilbert Michel
Gilbert Michel,  né en 1930, est un auteur français de science-fiction.

## Biographie
En fin de l'ouvrage Les Mondes francs (1988), la notice biographique des auteurs indique (p. 406) que Gilbert Michel, né en 1930, agrégé d'arts plastiques, a exercé la profession d'animateur culturel et de consultant pédagogique à Paris après avoir été pendant plusieurs années conseiller pour l'enseignement artistique auprès de la Mission culturelle française au Maroc. Il a donné quelques textes courts à la science-fiction dans lesquels l'aspect esthétique est prédominant.

## Publications
- Comme un oiseau blessé, nouvelle (1970)
- Aimez-vous la ciguë ? (1971)
- Des trous dans l'univers (1971)
- Dans l'ombre bleue des mille pieds de la Machine (1972)
- Des humains… ou des poissons d'une espèce hybride (1975)
- En ce monde de tiède assurance (1975)
- Quand la lumière faiblira (1976)

## Illustration
- Illustrateur du roman Software, de Rudy Rucker (1986)